# Drosophila antopocerus (artgrupp)
Drosophila antopocerus är en artgrupp inom släktet Drosophila och undersläktet Hawaiian Drosophila. Artgruppen består av tre artundergrupper och totalt 15 arter.

## Artundergruppenadunca
- Drosophila adunca (Hardy, 1965)
- Drosophila longiseta (Grimshaw, 1901)

## Artundergruppendiamphidiopoda
- Drosophila cognata (Grimshaw, 1901)
- Drosophila diamphidiopoda (Hardy, 1965)
- Drosophila kaneshiroi (Hardy, 1977)
- Drosophila orthoptera (Hardy, 1965)
- Drosophila tanythrix (Hardy, 1965)
- Drosophila yooni (Hardy, 1977)

## Artundergruppenvillosa
- Drosophila apicalis (Hardy, 1977)
- Drosophila arcuata (Hardy, 1965)
- Drosophila curvata (Hardy, 1977)
- Drosophila entrichocnema (Hardy, 1965)
- Drosophila picea (Hardy, 1978)
- Drosophila stigma (Hardy, 1977)
- Drosophila villosa (Hardy, 1965)